# バレーボールイギリス男子代表
バレーボールイギリス男子代表（バレーボールイギリス だんしだいひょう）は、バレーボールの国際大会で編成されるイギリスの男子バレーボールナショナルチームである。

## 歴史
近代オリンピックは単一国家による出場が大原則であるため、2012年に自国開催されるロンドンオリンピック出場に向けて、イングランド、スコットランド、北アイルランドを集約し、編成されたのが統一イギリス男子代表である。2008年に行われた2009年欧州選手権予選では、統一イギリス代表2名、イングランド代表12名、スコットランド代表5名から構成されたメンバーで出場した。しかし世界との壁は厚く、欧州選手権予選は2次ラウンド敗退、2008年欧州リーグは出場国中最下位、2010年世界選手権予選も敗退という結果に終わった。2009年欧州リーグでは新たに北アイルランド代表1名と、カナダの選手が加わり7位と健闘。2009年11月付のFIVBランキングで105位に初ランクインした。

## 過去の成績

### オリンピックの成績
- 2012年 - 11位

### 世界選手権の成績
- 2010年 - 欧州予選敗退

### 欧州選手権の成績
- 2009年 - 予選敗退
- 2011年 - 予選敗退